# فينتسيسلاف ايفانوف (لاعب كرة قدم)
فينتسيسلاف ايفانوف هو لاعب كرة قدم بلغاري في مركز الهجوم، ولد في 20 مايو 1982 في بلغاريا. لعب مع بوتيف فراتسا ونادي فيكينغور.

## وصلات خارجية
- فينتسيسلاف ايفانوف (لاعب كرة قدم) على موقع قاعدة بيانات كرة القدم.إي يو (الإنجليزية)
- فينتسيسلاف ايفانوف (لاعب كرة قدم) على موقع Soccerway.com (الإنجليزية)